# José Manuel Miñones
José Manuel Miñones Conde (Santiago de Compostela, 17 de julio de 1972) es un farmacéutico, profesor universitario y político español del Partido Socialista Obrero Español.
Miñones Conde inició su carrera política en el ámbito municipal, siendo concejal (desde 2007) y posteriormente alcalde del municipio gallego de Ames (2015-2021). En el año 2021 es nombrado por el presidente del Gobierno, Pedro Sánchez, como delegado del Gobierno en Galicia, cargo que desempeñó hasta marzo de 2023, cuando fue nombrado ministro de Sanidad. Tras las elecciones generales de 2023, en las que resultó elegido diputado por la circunscripción de La Coruña, abandonó el Ministerio en noviembre de 2023, tras la formación de un nuevo Gobierno. En abril de 2024 también dejó su escaño, al ser nombrado presidente de Mercasa.

## Biografía
Miñones Conde nació en la ciudad de Santiago de Compostela (España) el 17 de julio de 1972. Hijo de José Miñones Trillo, doctor en Farmacia y político en el ámbito de Galicia, y de María Mercedes Conde Mouzo. Su tío abuelo fue el popular empresario republicano coruñés José Miñones, fusilado por los sublevados al inicio de la guerra civil.
Al igual que su padre, estudió Farmacia en la Universidad de Santiago de Compostela (USC), donde se licenció en 1997. Se doctoró en 2001, con Premio Extraordinario. Es profesor de Química Física en la Facultad de Farmacia de la USC e investigador, participando en el programa gallego Isidro Parga Pondal.

### Carrera política
Inició su carrera política en el municipio de Ames (La Coruña), lugar donde se estableció en 1999. En 2007, de la mano del entonces alcalde Carlos Fernández Castro, se unió a las listas socialistas como independiente, siendo elegido concejal en las elecciones municipales de 2007. En 2009 se unió al gobierno local como concejal de Reforma Administrativa, Calidad de la Administración, Nuevas Tecnologías y Sanidad, hasta 2011.
En las elecciones municipales de 2011, ya como militante socialista, volvió a ser elegido concejal y en 2012 portavoz del Grupo Municipal Socialista en dicho municipio. En las elecciones municipales de 2015 lideró la candidatura del PSdeG-PSOE a la alcaldía de Ames, obteniendo cuatro concejales. Esto le permitió aliarse con los cuatro concejales de Ames Novo, los tres de Contigo Pódese y los dos de BNG para hacerse con la alcaldía. Revalidó su acta de concejal en 2019, siendo asimismo reelegido alcalde del municipio tras duplicar los resultados de su partido.
A finales de marzo de 2021, dimitió como alcalde tras ser nombrado por el presidente del Gobierno, Pedro Sánchez, como delegado del Gobierno en Galicia.

#### Ministro de Sanidad
El 27 de marzo de 2023, el presidente del Gobierno anunció su próximo nombramiento como ministro de Sanidad, en sustitución de Carolina Darias, que dejaba el cargo para centrarse en la campaña municipal a la alcaldía de Las Palmas de Gran Canaria. Tomó posesión del cargo ante el rey Felipe VI el 28 de marzo de 2023 en el Palacio de la Zarzuela.
Tras la asunción del nuevo Gobierno de Pedro Sánchez, Miñones fue sustituido en el cargo por Mónica García Gómez. Durante su breve paso por el departamento —7 meses y 24 días—, Miñones puso fin oficialmente a la pandemia de COVID-19 en la que participaron activamente sus dos predecesores e impulsó el derecho al olvido oncológico, es decir, que alguien que hubiera padecido cáncer no fuese obligado a declarar que tuvo la enfermedad a la hora de solicitar un préstamo o contratar un seguro.
En los meses posteriores se mantuvo en el Congreso de los Diputados, representando a la provincia de La Coruña tras ser elegido en las elecciones generales de julio de ese año. En abril de 2024 dejó su escaño, al ser nombrado presidente de la empresa pública Mercasa.